# Festival Internacional de Cine de Cannes de 2012
El 65° Festival de Cannes es una edición del festival de cine que se llevó a cabo del 16 al 27 de mayo de 2012. El presidente del jurado de los largometrajes fue el director italiano Nanni Moretti, mientras que Jean-Pierre Dardenne presidió el de los cortometrajes, y Tim Roth el de Un certain regard.
El festival lo abrió la película estadounidense Moonrise Kingdom, dirigida por Wes Anderson y lo cerró la última película de Claude Miller, Thérèse Desqueyroux. El cartel oficial del festival incluyó a Marilyn Monroe, con motivo del 50.º aniversario de su muerte.
La Palma de Oro fue otorgada al director austríaco Michael Haneke por la película Amour. Haneke ya había ganado la Palma d'Or en 2009 por La cinta blanca. El jurado le dio el Gran Premio del Jurado a Reality de Matteo Garrone, mientras que la película de Ken Loach La parte de los ángeles fue galardonada con el Premio del Jurado.

## Jurado

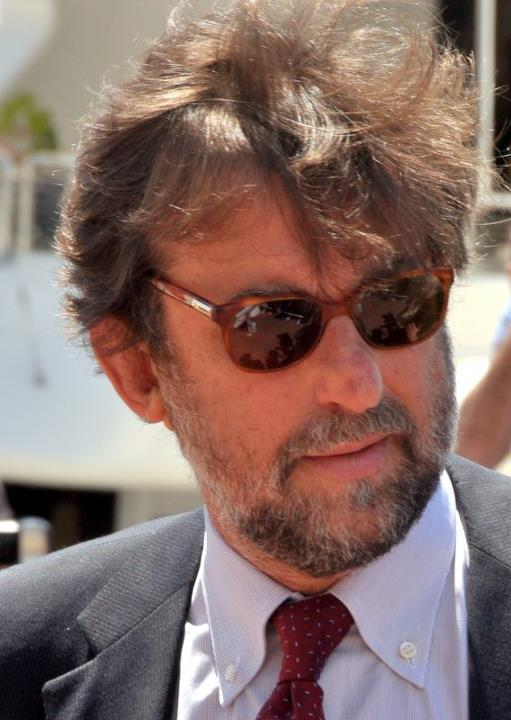
Nanni Moretti, Presidente del jurado de la competición principal

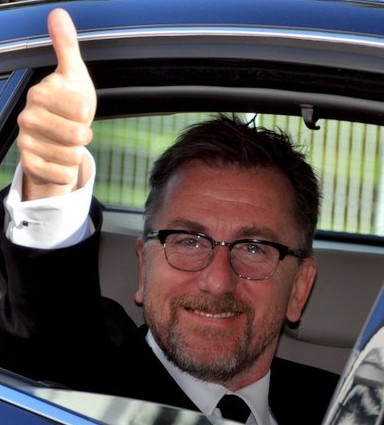
Tim Roth, Presidente del jurado de Un Certain Regard

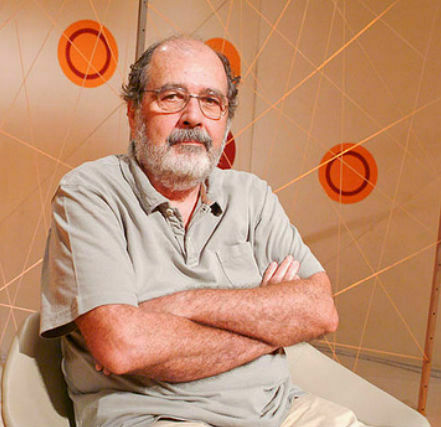
Carlos Diegues, Presidente del jurado de la Caméra d'Or

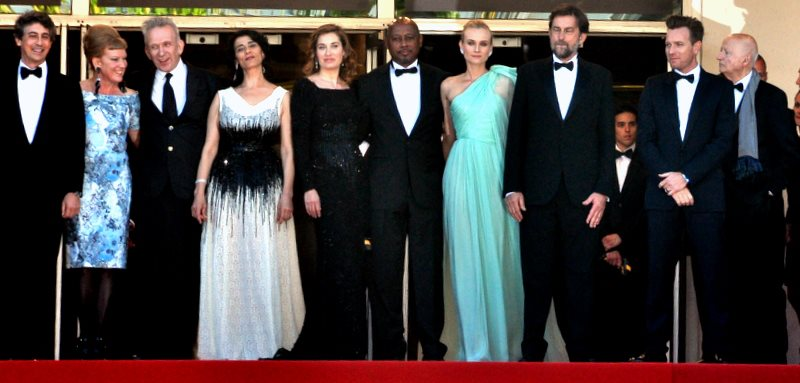
El jurado de la competición principal; de izquierda a derecha: Alexander Payne, Andrea Arnold, Jean Paul Gaultier, Hiam Abbass, Emmanuelle Devos, Raoul Peck, Diane Kruger, Nanni Moretti, Ewan McGregor, y el presidente del festival Gilles Jacob

### Competición principal
Las sigüientes personas fueron nombrados para formar parte del jurado de la competición principal en la edición de 2012:
- Nanni Moretti, cineasta italiano, presidente
- Hiam Abbass, actriz y directora palestina
- Andrea Arnold, cineasta británica
- Emmanuelle Devos, actriz francesa
- Jean Paul Gaultier, diseñador de moda francés
- Diane Kruger, actriz alemana
- Ewan McGregor, actor escocés
- Alexander Payne, cineasta estadounidense
- Raoul Peck, cineasta haitiano

### Un Certain Regard
Las sigüientes personas fueron nombrados para formar parte del jurado de la sección Un Certain Regard de 2012:
- Tim Roth, actor británico (Presidente)
- Leïla Bekhti, actriz francesa
- Tonie Marshall, actriz y cineasta francesa
- Luciano Monteagudo, crítico de cinema argentino
- Sylvie Pras, responsable de los cines del Centre Pompidou y directora artística del festival de La Rochelle

### Cinéfondation y cortometrajes
Las sigüientes personas fueron nombrados para formar parte del jurado de la sección Cinéfondation y de la competición de cortometrajes:
- Jean-Pierre Dardenne, cineasta belga (Presidente)[5]
- Arsinée Khanjian, actriz canadiense
- Karim Aïnouz, cineasta brasileño
- Emmanuel Carrère, novelista y cineasta francés
- Yu Lik-wai, director y fotógrafo chino

### Càmera d'Or
Las sigüientes personas fueron nombrados para formar parte del jurado de la Càmera d'Or de 2012:
- Carlos Diegues, director brasileño (Presidente)[6]
- Gloria Satta, periodista italiana
- Rémy Chevrin, director de fotografía francés
- Hervé Icovic, director artístico francés
- Michel Andrieu, director francés
- Francis Gavelle, crítico de cinema francés

### Jurados independentes
El siguiente jurado independiente premió las películas en el marco de la Semana Internacional de la Crítica. 
Gran Premio Nespresso
- Bertrand Bonello, director francés (Presidente)
- Francisco Ferreira, crítico portugués
- Akiko Kobari, crítico de cine y danza japonés
- Robert Koehler, crítico estadounidense
- Hanns-Georg Rodek, crítico alemán

Premi France 4 Visionary 
- Céline Sciamma, director francés
- Victor-Emmanuel Boinem, estudiante y bloguero belga
- Kim Seehe, crítico surcoreano
- Ryan Lattanzio, estudiant y crítico en el The Daily Californian
- Bikas Mishra, fundador y editor hindú de DearCinema.com

Premi Nikon Discovery al Cortometraje
- João Pedro Rodrigues, director portugués (Presidente)
- Danny Lennon, curador canadiense
- Marianne Khoury, director y productor egipcio
- Kleber Mendonça Filho, director y crítico brasileño
- Jakub Felcman, curador checo

## Selección oficial
Las siguientes películas compitieron por la Palma de Oro:
| Título en español o internacional | Título original                                      | Director(es)      | País                  |
| --------------------------------- | ---------------------------------------------------- | ----------------- | --------------------- |
| Amor                              | Amour                                                | Michael Haneke    | Austria               |
| After the battle                  | Baad el mawkeaa                                      | Yousry Nasrallah  | Egipto                |
| Cosmopolis                        | Cosmopolis                                           | David Cronenberg  | Canadá                |
| En otro país                      | Da-reun Na-ra-e-suh                                  | Hong Sang-soo     | Corea del sur         |
| De óxido y hueso                  | De rouille et d'os                                   | Jacques Audiard   | Francia               |
| The taste of money                | Do-nui mat                                           | Im Sang-soo       | Corea del Sur         |
| Más allá de las colinas           | Dupã dealuri                                         | Cristian Mungiu   | Rumania               |
| Holy Motors                       | Holy Motors                                          | Leo Carax         | Francia               |
| La cacería                        | Jagten                                               | Thomas Vinterberg | Dinamarca             |
| Mátalos suavemente                | Killing Them Softly                                  | Andrew Dominik    | Estados Unidos        |
| Lawless                           | Lawless                                              | John Hillcoat     | Estados Unidos        |
| Like someone in love              | ライク・サムワン・イン・ラブ / Raiku samuwan in rabu | Abbas Kiarostami  | Francia Japón         |
| Moonrise Kingdom                  | Moonrise Kingdom                                     | Wes Anderson      | Estados Unidos        |
| Mud                               | Mud                                                  | Jeff Nichols      | Estados Unidos        |
| On the Road                       | On the Road                                          | Walter Salles     | Estados Unidos Brasil |
| Paraíso: Amor                     | Paradies: Liebe                                      | Ulrich Seidl      | Austria Alemania      |
| Post Tenebras Lux                 | Post Tenebras Lux                                    | Carlos Reygadas   | México                |
| Reality                           | Reality                                              | Matteo Garrone    | Italia                |
| La parte de los ángeles           | The Angels' Share                                    | Ken Loach         | Reino Unido           |
| El chico del periódico            | The Paperboy                                         | Lee Daniels       | Estados Unidos        |
| En la niebla                      | V Tumane                                             | Sergei Loznitsa   | Rusia                 |
| You ain't seen nothing yet!       | Vous n'avez encore rein vu                           | Alain Resnais     | Francia               |

## Fuera de concurso
Las siguientes películas fueron seleccionadas para ser proyectados fuera de competición:
| Título en español                                                            | Título original                              | Director                                 | País                    |
| ---------------------------------------------------------------------------- | -------------------------------------------- | ---------------------------------------- | ----------------------- |
| Cruel Summer                                                                 | Cruel Summer                                 | Kanye West                               | Estados Unidos/ Catar   |
| Hemingway & Gellhorn                                                         | Hemingway & Gellhorn                         | Philip Kaufman                           | Estados Unidos          |
| Madagascar 3: De marcha por Europa                                           | Madagascar 3: Europe's Most Wanted           | Eric Darnell, Tom McGrath, Conrad Vernon | Estados Unidos          |
| Tú y yo                                                                      | Io e te                                      | Bernardo Bertolucci                      | Italia                  |
| Thérèse Desqueyroux (pel·lícula de clausura)                                 | Thérèse Desqueyroux (pel·lícula de clausura) | Claude Miller                            | Francia                 |
| Proyecciones a medianoche                                                    |                                              |                                          |                         |
| Drácula                                                                      | Dario Argento's Dracula                      | Dario Argento                            | Italia, Francia, España |
| For Love's Sake                                                              | Ai to Makoto /愛と誠                         | Takashi Miike                            | Japón                   |
| Maniac                                                                       | Maniac                                       | Franck Khalfoun                          | Estados Unidos, Francia |
| The Sapphires (CdO)                                                          | The Sapphires (CdO)                          | Wayne Blair                              | Australia               |
| 651 Aniversario                                                              |                                              |                                          |                         |
| Le Film anniversaire: Une journée particulière - Histoire(s) de festival N°4 | Gilles Jacob, Samuel Faure                   | Francia                                  |                         |

## Sesiones especiales
| Título en español             | Título original               | Director                              | País                             |
| ----------------------------- | ----------------------------- | ------------------------------------- | -------------------------------- |
| The Central Park Five         | The Central Park Five         | Ken Burns, Sarah Burns, David McMahon | Estados Unidos                   |
| Les Invisibles                | Les Invisibles                | Sébastien Lifshitz                    | Francia                          |
| Journal de France             | Journal de France             | Claudine Nougaret, Raymond Depardon   | Francia                          |
| Le Serment de Tobrouk         | Le Serment de Tobrouk         | Bernard-Henry Lévy, Marc Roussel      | Francia                          |
| Mekong Hotel                  | Mekong Hotel                  | Apichatpong Weerasethakul             | Tailandia                        |
| A Música Segundo Tom Jobim    | A Música Segundo Tom Jobim    | Nelson Pereira dos Santos             | Brasil                           |
| Der Müll im Garten Eden       | Der Müll im Garten Eden       | Fatih Akın                            | Alemania                         |
| The Resistance                | The Resistance                | Peng Zhang Li                         | China, Estados Unidos            |
| Roman Polanski: A Film Memoir | Roman Polanski: A Film Memoir | Laurent Bouzereau                     | Reino Unido, Alemania            |
| Trashed                       | Trashed                       | Candida Brady                         | Reino Unido                      |
| Villegas (CdO)                | Villegas (CdO)                | Gonzalo Tobal                         | Argentina, Países Bajos, Francia |

## Un Certain Regard
Las siguientes películas fueron seleccionadas para competir en Un Certain Regard.
| Título en español                                   | Título original                     | Director                                                                                             | País                 |
| --------------------------------------------------- | ----------------------------------- | --- | -------------------- |
| 11.25 Jiketsu no Hi: Mishima Yukio to Wakamonotachi | 自決の日 三島由紀夫と若者たち       | Kōji Wakamatsu                                                                                       | Japón                |
| 7 días en La Habana                                 | 7 días en La Habana                 | Julio Médem Laurent Cantet Juan Carlos Tabío Benicio del Toro Gaspar Noé Pablo Trapero Elia Suleiman | España               |
| Después de Lucía                                    | Después de Lucía                    | Michel Franco                                                                                        | México               |
| Antiviral (CdO)                                     | Antiviral (CdO)                     | Brandon Cronenberg                                                                                   | Canadá               |
| Bestias del sur salvaje                             | Beasts of the Southern Wild (CdO)   | Benh Zeitlin                                                                                         | Estados Unidos       |
| Children of Sarajevo                                | Djeca                               | Aida Begić                                                                                           | Bosnia y Herzegovina |
| La confession d'un enfant du siècle                 | La confession d'un enfant du siècle | Sylvie Verheyde                                                                                      | Francia              |
| Gimme the Loot (CdO)                                | Gimme the Loot (CdO)                | Adam Leon                                                                                            | Estados Unidos       |
| Los caballos de Dios                                | Les Chevaux De Dieu                 | Nabil Ayouch                                                                                         | Marruecos            |
| Le grand soir                                       | Le grand soir                       | Benoît Delépine & Gustave de Kervern                                                                 | Francia              |
| Laurence Anyways                                    | Laurence Anyways                    | Xavier Dolan                                                                                         | Canadá               |
| Perder la razón                                     | À perdre la raison                  | Joachim Lafosse                                                                                      | Francia, Bélgica     |
| Miss Lovely (CdO)                                   | Miss Lovely (CdO)                   | Ashim Ahluwalia                                                                                      | India                |
| Mystery                                             | Fúchéng mí shì / 浮城谜事           | Lou Ye                                                                                               | China                |
| La pirogue                                          | La pirogue                          | Moussa Toure                                                                                         | Senegal              |
| La Playa DC (CdO)                                   | La Playa DC (CdO)                   | Juan Andrés Arango                                                                                   | Colombia             |
| Renoir                                              | Renoir                              | Gilles Bourdos                                                                                       | Francia              |
| Student                                             | Student                             | Darezhan Omirbaev                                                                                    | Kazajistán           |
| Tres mundos                                         | Trois monde                         | Catherine Corsini                                                                                    | Francia              |
| Elefante blanco                                     | Elefante blanco                     | Pablo Trapero                                                                                        | Argentina            |

## Cinéfondation
Las siguientes películas fueron seleccionadas para ser proyectadas a la competición Cinéfondation, que se centra en películes hechas por estudiantes de escuelas de cine. Se seleccionaron las siguientes películas, de más de 1.700 trabajos de 320 escuelas diferentes. 
| Título original           | Director             | Escuela                             |
| ------------------------- | -------------------- | ----------------------------------- |
| Abigail                   | Matthew James Reilly | NYU, Estados Unidos                 |
| The Ballad of Finn + Yeti | Meryl O'Connor       | UCLA, Estados Unidos                |
| Riyoushi                  | Shoichi Akino        | Tokyo University of the Arts, Japón |
| Derrière moi les oliviers | Pascale Abou Jamra   | ALBA, Líbano                        |
| Tabăra din Răzoare        | Cristi Iftime        | UNATC, Rumania                      |
| Pude ver un puma          | Eduardo Williams     | UCINE, Argentina                    |
| Resen                     | Eti Tsicko           | TAU, Israel                         |
| Head over Heels           | Timothy Reckart      | NFTS, Reino Unido                   |
| Los anfitriones           | Miguel Ángel Moulet  | EICTV, Cuba                         |
| Terra                     | Piero Messina        | CSC, Italia                         |
| Matteus                   | Leni Huyghe          | Sint-Lukas Brussels, Bélgica        |
| Les Ravissements          | Arthur Cahn          | La Fémis, Francia                   |
| Doroga na                 | Taisia Igumentseva   | VGIK, Rusia                         |
| Slug Invasion             | Morten Helgeland     | The Animation Workshop, Dinamarca   |
| Tambylles                 | Michal Hogenauer     | FAMU, República Checa               |

### Cortometrajes en competición
Los siguientes cortos fueron elegidas para luchar a la Palma de Oro al mejor cortometraje.
| Título original                            | Director              | País           |
| ------------------------------------------ | --------------------- | -------------- |
| The Chair                                  | Grainger David        | Estados Unidos |
| Cockaigne                                  | Emilie Verhamme       | Bélgica        |
| GASP                                       | Eicke Bettinga        | Alemania       |
| Mi Santa Mirada                            | Álvaro Aponte-Centeno | Puerto Rico    |
| Night Shift                                | Zia Mandivwalla       | Nueva Zelanda  |
| Chef de meute                              | Chloé Robichaud       | Canadá         |
| Sessiz-Bêdeng                              | L. Rezan Yesilbas     | Turquía        |
| Ce Chemin Devant Moi                       | Mohamed Bourokba      | Francia        |
| Falastein, sandouk al intezar lil burtuqal | Bassam Chekhes        | Siria          |
| Yardbird                                   | Michael Spiccia       | Australia      |

En color, el film ganador

### Cannes Classics
Cannes Classics pone el punto de mira en documentales sobre cine y obras maestras del pasado restauradas. El montaje del director de Final Cut: Ladies and Gentlemen, dirigida por György Pálfi, fue seleccionada para cerrar la sección Cannes Classics.
Documentales sobre cine

 colspan=2| Claude Miller, cinéaste de l'intime || data-sort-value="Barnault"| Emmanuel Barnault || Francia

| Título en español                    | Título original                      | Director        | País                  |
| ------------------------------------ | ------------------------------------ | --------------- | --------------------- |
| Me and My Dad                        | Me and My Dad                        | Katrine Boorman | Gran Bretaña, Irlanda |
| Method to the Madness of Jerry Lewis | Method to the Madness of Jerry Lewis | Gregg Barson    | EE. UU.               |
| Woody Allen: A Documentary           | Woody Allen: A Documentary           | Robert Weide    | EE.UU.                |

Películas restauradas
| Título en español                             | Título original                               | Director            | País                  |
| --------------------------------------------- | --------------------------------------------- | ------------------- | --------------------- |
| An All-Colored Vaudeville Show (1935) (corto) | An All-Colored Vaudeville Show (1935) (corto) | Roy Mack            | EE.UU.                |
| La balada de Narayama (1958)                  | 楢山節考 / Narayama bushikō                   | Keisuke Kinoshita   | Japón                 |
| Cleo de 5 a 7 (1962)                          | Cléo de 5 à 7                                 | Agnès Varda         | Italia, Francia       |
| Final Cut: Ladies and Gentlemen (2012)        | Final Cut: Hölgyeim és uraim                  | György Pálfi        | Hungary               |
| A Great Day in Harlem (1994)                  | A Great Day in Harlem (1994)                  | Jean Bach           | EE.UU.                |
| Los barbudos (1964)                           | Les Barbouzes                                 | Georges Lautner     | Italia, Francia       |
| Jammin' the Blues (1944) (short)              | Jammin' the Blues (1944) (short)              | Gjon Mili           | EE.UU.                |
| Tiburón (1975)                                | Jaws                                          | Steven Spielberg    | EE.UU.                |
| Te querré siempre (1954)                      | Viaggio in Italia                             | Roberto Rossellini  | Italia, Francia       |
| Lawrence de Arabia (1962)                     | Lawrence of Arabia                            | David Lean          | Gran Bretaña          |
| Érase una vez en América (1984)               | C'era una volta in America                    | Sergio Leone        | Italia, EE.UU.        |
| El ring (1927)                                | The Ring                                      | Alfred Hitchcock    | Gran Bretaña          |
| El tren del infierno (1985)                   | Runaway Train                                 | Andrei Konchalovsky | EE.UU.                |
| Tess (1979)                                   | Tess (1979)                                   | Roman Polanski      | Francia, Gran Bretaña |
| Cabra, marcado para morir (1984)              | Cabra Marcado para Morrer                     | Eduardo Coutinho    | Brasil                |
| Xica (1976)                                   | Xica da Silva                                 | Carlos Diegues      | Brasil                |

 World Cinema Foundation
| Título original         | Director     | País      |
| ----------------------- | ------------ | --------- |
| Lewat Djam Malam (1954) | Usmar Ismail | Indonesia |
| कल्पना / Kalpana (1954)   | Uday Shankar | India     |

### Cinéma de la Plage
The Cinéma de la Plage es una parte de la sección oficial del festival. Son proyecciones al aire libre en la playa de Cannes y abiertos al público.
| Título en español                     | Título original                       | Director                        | País                                           |              |
| ------------------------------------- | ------------------------------------- | ------------------------------- | ---------------------------------------------- | ------------ |
| Casino Royale (2006)                  | Casino Royale (2006)                  | Martin Campbell                 | Gran Bretaña, EE.UU., Alemania, Czech Republic |              |
| Diamantes para la eternidad (1971)    | Diamantes para la eternidad (1971)    | Diamonds Are Forever            | Guy Hamilton                                   | Gran Bretaña |
| Agente 007 contra el Dr. No (1962)    | Agente 007 contra el Dr. No (1962)    | Dr. No                          | Terence Young                                  | Gran Bretaña |
| Desde Rusia con amor (1963)           | Desde Rusia con amor (1963)           | From Russia with Love           | Terence Young                                  | Gran Bretaña |
| Le farceur (1960)                     | Le farceur (1960)                     | Philippe de Broca               | Francia                                        |              |
| 007 al servicio de su Majestad (1969) | 007 al servicio de su Majestad (1969) | On Her Majesty's Secret Service | Peter Hunt                                     | Gran Bretaña |
| Project A (1982)                      | Project A (1982)                      | A計劃 (1982)                    | Jackie Chan                                    | Hong Kong    |
| Escuadrón rojo (2012)                 | Escuadrón rojo (2012)                 | Red Tails                       | Anthony Hemingway                              | EE.UU.       |

## Secciones paralelas

### Semana Internacional de la Crítica
Los siguientes largometrajes fueron seleccionados para ser proyectados para la 49.ª Semana de la Crítica  (49e Semaine de la Critique):
Largometrajes
| Título español               | Título original              | Director                 | País                        |
| ---------------------------- | ---------------------------- | ------------------------ | --------------------------- |
| Aquí y Allá (CdO)            | Aquí y Allá (CdO)            | Antonio Méndez Esparza   | España, EE.UU., México      |
| Au galop (CdO)               | Au galop (CdO)               | Louis-Do de Lencquesaing | Francia                     |
| Hors les murs (CdO)          | Hors les murs (CdO)          | David Lambert            | Bélgica, Canadá, Francia    |
| Les Voisins de Dieu (CdO)    | Les Voisins de Dieu (CdO)    | Meni Yaesh               | Israel, Francia             |
| Halahal                      | Halahal                      | Vasan Bala               | India                       |
| Sofia's Last Ambulance (CdO) | Sofia's Last Ambulance (CdO) | Ilian Metev              | Alemania, Croacia, Bulgaria |
| Los niños salvajes (CdO)     | Los niños salvajes (CdO)     | Alejandro Fadel          | Argentina                   |

(CdO) indica el film elegido por la Caméra al mejor debut cinematográfico.
Cortos y mediometrajes
| Título original                  | Director                            | País          |
| -------------------------------- | ----------------------------------- | ------------- |
| 순환선 / Soonhwanseon            | Shin Su-won                         | Corea del Sur |
| La Bifle                         | Jean-Baptiste Saurel                | Francia       |
| O Duplo                          | Juliana Rojas                       | Brasil        |
| Family Dinner                    | Stefan Constantinescu               | Suecia        |
| Hazara                           | Shay Levi                           | Israel        |
| Orizont                          | Paul Negoescu                       | Rumanía       |
| Ce n'est pas un film de cow-boys | Benjamin Parent                     | Francia       |
| Fleuve rouge, Song Hong          | Stéphanie Lansaque & François Leroy | Francia       |
| Un dimanche matin                | Damien Manivel                      | Francia       |
| Yeguas y cotorras                | Natalia Garagiola                   | Argentina     |

Pases especiales
| Título español          | Título original         | Director          | País                         |
| ----------------------- | ----------------------- | ----------------- | ---------------------------- |
| Augustine               | Augustine               | Alice Winocour    | Francia                      |
| Broken                  | Broken                  | Rufus Norris      | Gran Bretaña                 |
| Su ausencia me enfurece | J'enrage de son absence | Sandrine Bonnaire | Francia, Luxemburgo, Bélgica |

### Quincena de Realizadores
Las siguientes películas fueron exhibidas en la Quincena de Realizadores de 2012 (Quinzaine des Réalizateurs): The following films were selected:
Películas de debut - The winner of the Art Cinema Award has been highlighted.
| Título español                      | Título original                     | Director                                         | País                         |
| ----------------------------------- | ----------------------------------- | ------------------------------------------------ | ---------------------------- |
| 3                                   | 3                                   | Pablo Stoll                                      | Uruguay, Alemania, Argentina |
| Aliyah (CdO)                        | Aliyah (CdO)                        | Elie Wajeman                                     | Francia                      |
| Camille regresa                     | Camille redouble                    | Noémie Lvovsky                                   | Francia                      |
| Infancia clandestina                | Infancia clandestina                | Benjamin Ávila                                   | Argentina, España, Brasil    |
| Dangerous Liaisons                  | Dangerous Liaisons                  | Hur Jin-ho                                       | China, Corea del Sur         |
| Sueño y silencio                    | Sueño y silencio                    | Jaime Rosales                                    | España, Francia              |
| Ernest y Célestine                  | Ernest et Célestine                 | Stéphane Aubier & Vincent Patar, Benjamin Renner | Francia, Bélgica, Luxembourg |
| Fogo                                | Fogo                                | Yulene Olaizola                                  | México, Canadá               |
| Gangs of Wasseypur                  | Gangs of Wasseypur                  | Anurag Kashyap                                   | India                        |
| Adieu Berthe, l'enterrement de mémé | Adieu Berthe, l'enterrement de mémé | Bruno Podalydès                                  | France                       |
| Rengaine                            | Rengaine                            | Rachid Djaïdani                                  | France                       |
| The King of Pigs (CdO)              | 돼지의 왕 / Dae-gi-eui-wang         | Yeon Sang-ho                                     | Corea del Sur                |
| La noche de enfrente                | La noche de enfrente                | Raúl Ruiz                                        | Francia, Chile               |
| No                                  | No                                  | Pablo Larraín                                    | Chile, EE.UU.                |
| Opération Libertad                  | Opération Libertad                  | Nicolas Wadimoff                                 | Suiza, Francia               |
| Le repenti                          | El Taaib                            | Merzak Allouache                                 | Argelia                      |
| Room 237 (CdO)                      | Room 237 (CdO)                      | Rodney Ascher                                    | EE.UU.                       |
| Sightseers                          | Sightseers                          | Ben Wheatley                                     | Gran Bretaña                 |
| La sirga (CdO)                      | La sirga (CdO)                      | William Vega                                     | Colombia, Francia, México    |
| Nosotros y yo                       | The We and the I                    | Michel Gondry                                    | EE.UU.                       |
| Yek Khanévadéh-e Mohtaram (CdO)     | Yek Khanévadéh-e Mohtaram (CdO)     | Massoud Bakhshi                                  | Irán                         |

(CdO) indica el film elegido por la Caméra al mejor debut cinematográfico.
Cortometrajes
| Título original        | Director                      | País                     |
| ---------------------- | ----------------------------- | ------------------------ |
| The Curse              | Fyzal Boulifa                 | Gran Bretaña, Marruecos  |
| Portret z pamięci      | Marcin Bortkiewicz            | Polonia                  |
| Porcos Raivosos        | Leonardo Sette, Isabel Penoni | Brasil                   |
| Königsberg             | Philipp Mayrhofer             | Francia                  |
| Os vivos tambem choram | Basil da Cunha                | Suiza, Portugal          |
| Os mortos-vivos        | Anita Rocha da Silveira       | Brasil                   |
| Rodri                  | Franco Lolli                  | Francia                  |
| Tram                   | Michaela Pavlátová            | Francia, República Checa |
| Avec Jeff, à moto      | Marie-Ève Juste               | Canadá                   |
| Wrong Cops             | Quentin Dupieux               | Francia                  |

## Premios oficiales

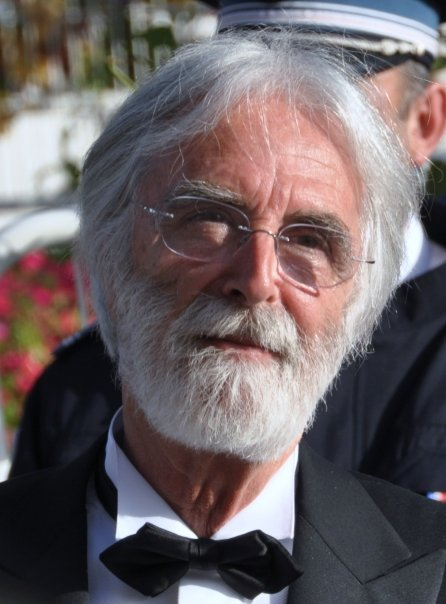
Michael Haneke, winner of the 2012 Palme d'Or

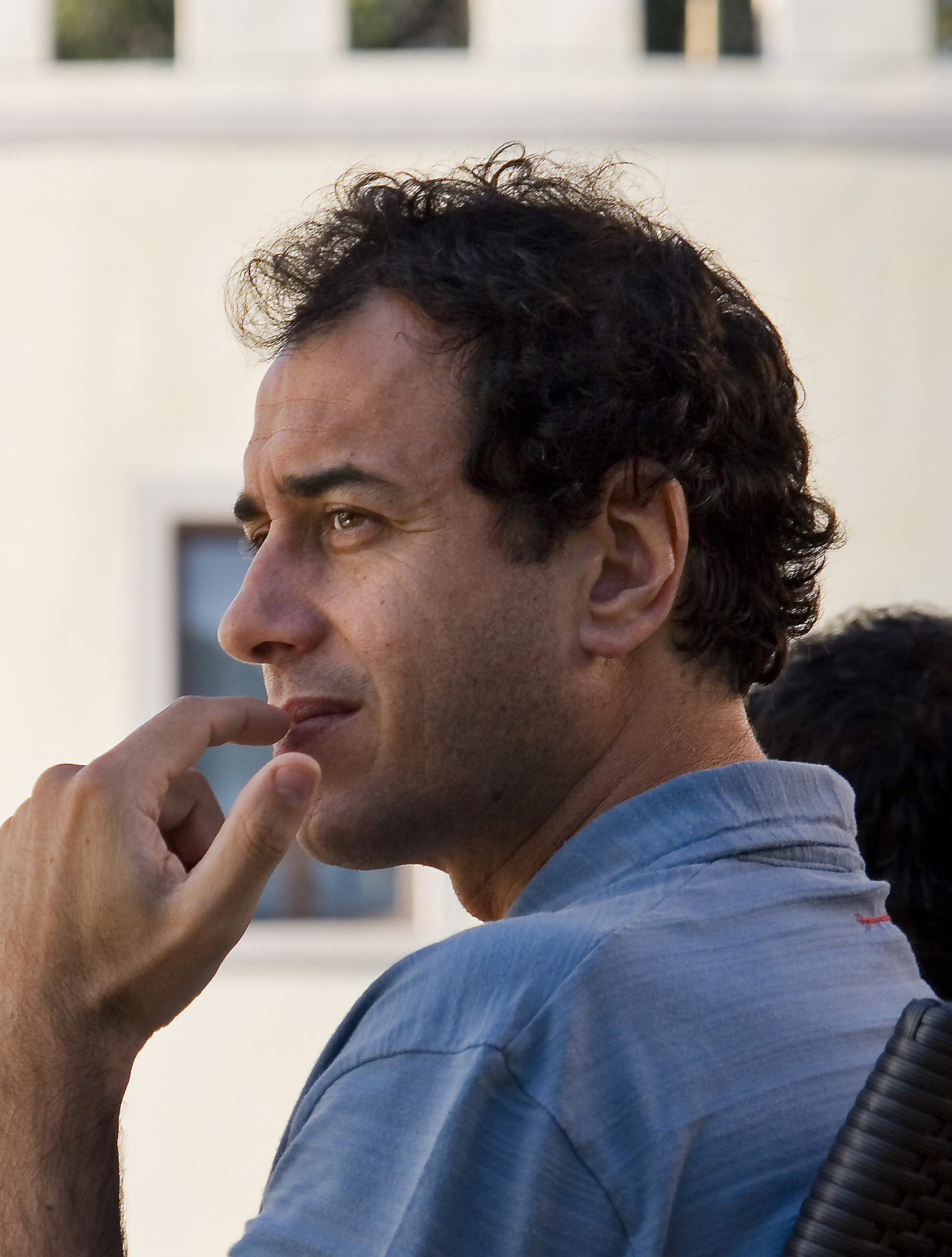
Matteo Garrone, winner of the 2012 Gran Prix

La Palma de Oro fue para la película Amor dirigida por Michael Haneke. Haneke previamente había ganado este galardón por La cinta blanca en el 2009.
Moretti dijo que ninguno de los ganadores había sido seleccionado por unanimidad, y describió ese resultado como "un término medio que no habría complacido a nadie". Reveló que "Holy Motors", "Paradise: Love" y "Post Tenebras Lux" fueron las películas que más dividieron al jurado.
Las siguientes películas fueron galardonadas en el festival de 2012:
En competición
- Palma de Oro: Amor de Michael Haneke
- Gran Premio del Jurado: Reality de Matteo Garrone
- Premio a la interpretación masculina: Mads Mikkelsen por La cacería
- Premio a la interpretación femenina: Cosmina Stratan y Cristina Flutur, por Más allá de las colinas
- Premio a la mejor dirección: Carlos Reygadas, por Post Tenebras Lux (México)
- Premio al mejor guion: Cristian Mungiu, por Más allá de las colinas
- Premio del Jurado: La parte de los ángeles de Ken Loach

Un Certain Regard
- Premio Un Certain Regard: Después de Lucía de Michel Franco
- Premio del Jurado de Un Certain Regard: Le grand soir de Benoît Delépine y Gustave de Kervern
- Un Certain Regard a la mejor actriz: 
  - Émilie Dequenne en Perder la razón
  - Suzanne Clément en Laurence Anyways
- Mención especial de Un Certain Regard: Children of Sarajevo de Aida Begić

Cinéfondation
- Primer premio:  The Road to deTaisia Igumentseva
- 2º Premio: Abigail de Matthew James Reilly
- 3º Premio: The Hosts de Miguel Ángel Moulet

Càmera d'Or
- Càmera d'Or: Bestias del sur salvaje de Benh Zeitlin

Cortometrajes
- Palma de Oro al mejor cortometraje: "Sessiz-be deng", de L. Rezan Yesilbas

### Premios independentes
Premios FIPRESCI
- En la niebla de Sergei Loznitsa (En Competición)
- Bestias del sur salvaje de Benh Zeitlin (Un Certain Regard)
- Hold Back de Rachid Djaïdani (Quincena de Realizadores)

Premio Vulcain al Artista Técnico
- Premio Vulcain: Charlotte Bruus Christensen (director de fotografía) por La cacería

Jurado Ecuménico
- Premio del Jurado Ecuménico: La cacería de Thomas Vinterberg
- Premio del Jurado Ecuménico - Mención especial: Bestias del sur salvaje de Benh Zeitlin

Premios de la Semana Internacional de la Crítica
- Gran Premio Nespresso: Aquí y Allá de Antonio Méndez Esparza
- Premio France 4: Sofia's Last Ambulance de Ilian Metev
- Prix SACD: God's Neighbors de Meni Yaesh
- Premio ACID/CCAS: Los niños salvajes de Alejandro Fadel

Quincena de Realizadores
- Premio Art Cinema: No de Pablo Larraín
- Europa Cinemas: The Repentant de Merzak Allouache
- Premio SACD: Camille regresa de Noémie Lvovsky
- Premier Prix Illy al mejor director de un corto: The Curse de Fyzal Boulifa
- Mención especial Premio SACD: Ernest & Celestine de Stéphane Aubier, Vincent Patar, Benjamin Renner
- Mención especial Premio Illy: The Living Also Cry de  Basil da Cunha

Premio del Jurado joven
- Prix de la Jeunesse: Holy Motors by Leos Carax
- Prix Regard Jeune: Bestias del sur salvaje de Benh Zeitlin

Association Prix François Chalais
- Premio François Chalais: God's Horses (Les Chevaux De Dieu) by Nabil Ayouch

Jurado Queer Palm
- Premio Queer Palm: Laurence Anyways de Xavier Dolan
- Premio Queer Palm al mejor corto: It's Not a Cowboy Movie de Benjamin Parent

Premio Palm Dog
- Premio Palm Dog: Smurf en Sightseers
- Premio del Gran Jurado: Billy Bob en Le grand soir